# Барлест
Барле́ст (фр. и окс. Barlest) — коммуна во Франции, находится в регионе Юг — Пиренеи. Департамент — Верхние Пиренеи. Входит в состав кантона Сен-Пе-де-Бигор. Округ коммуны — Аржелес-Газост.
Код INSEE коммуны — 65065.

## География

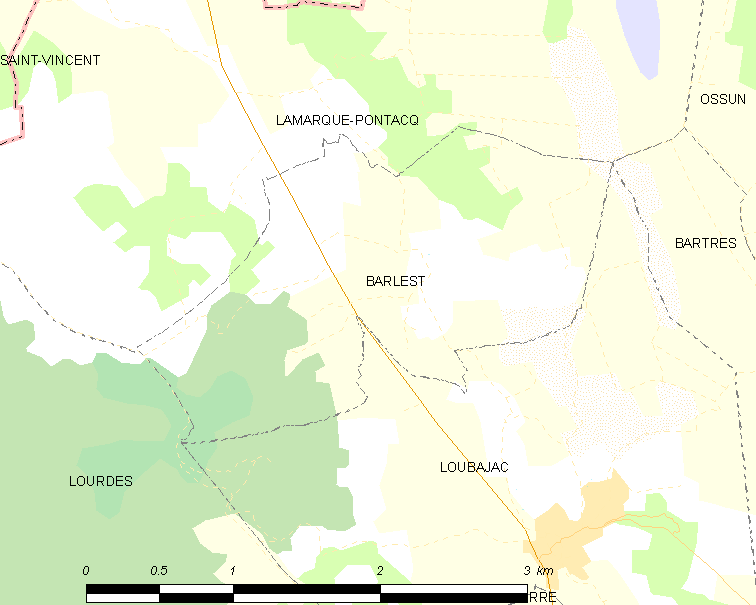
Карта коммуны

Коммуна расположена приблизительно в 670 км к югу от Парижа, в 135 км юго-западнее Тулузы, в 16 км к юго-западу от Тарба.
По территории коммуны протекает река Ус.

## Климат
Климат умеренно-океанический с солнечной тёплой погодой и обильными осадками на протяжении практически всего года.

## Население
Население коммуны на 2010 год составляло 267 человек.
| 1962 | 1968 | 1975 | 1982 | 1990 | 1999 | 2010 |
| ---- | ---- | ---- | ---- | ---- | ---- | ---- |
| 216  | 187  | 198  | 206  | 233  | 223  | 267  |

## Администрация
| Период | Период | Фамилия            | Партия | Примечания |
| ------ | ------ | ------------------ | ------ | ---------- |
| 1976   | 2001   | Ромен Кассу        |        |            |
| 2001   | 2020   | Франсис Лафон-Пюйо |        |            |

## Экономика
В 2010 году среди 176 человек трудоспособного возраста (15-64 лет) 127 были экономически активными, 49 — неактивными (показатель активности — 72,2 %, в 1999 году было 76,3 %). Из 127 активных жителей работали 122 человека (61 мужчина и 61 женщина), безработных было 5 (2 мужчин и 3 женщины). Среди 49 неактивных 17 человек были учениками или студентами, 21 — пенсионерами, 11 были неактивными по другим причинам.